# Arnolfo di Cambio
Arnolfo di Cambio (Colle di Val d'Elsa, c. 1240 – 1300/1310) va ser un arquitecte i escultor italià.

## Biografia

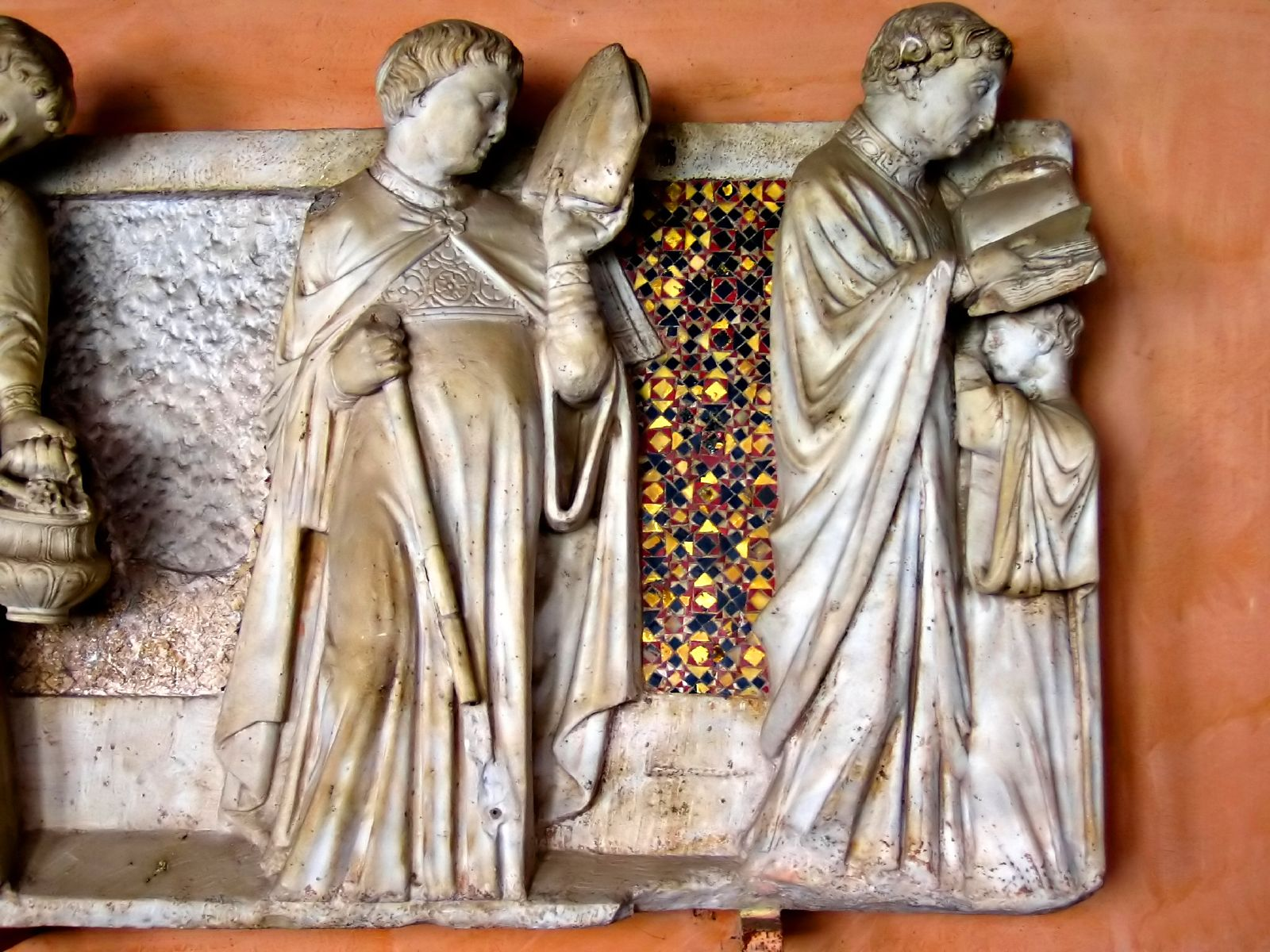
Detall de la tomba del cardenal Riccardo Annibaldi, a la Basílica de Sant Joan del Laterà a Roma, considerada la seua obra més important a la ciutat.

Nat a la Toscana, va ser el principal ajudant de Nicola Pisano en el treball del púlpit de marbre de la Catedral de Siena (1265-1268), però aviat començà a treballar de manera independent en importants escultures funeràries. Entre 1266 i 1267 va treballar a Roma per al rei Carles I d'Anjou, retratant-lo en la famosa estàtua que es conserva al Campidoglio. Al voltant de 1282 va finalitzar el monument al cardenal de Braye a l'església de Sant Domènec d'Orvieto, per a la qual va modificar una estàtua romana antiga de l'Abundància. A Roma, Arnolfo havia conegut l'estil cosmatesc, i la seua influència és palesa en la taracea i les decoracions policromes en vidre a les esglésies de San Paolo fuori le Mura i Santa Cecilia in Trastevere, en les quals va treballar els anys 1285 i 1293, respectivament. En aquest període també va treballar al pessebre de Santa Maria Maggiore, a Santa Maria in Aracoeli, al monument del papa Bonifaci VIII (1300) i a l'estàtua de bronze de Sant Pere a la Basílica de Sant Pere del Vaticà.
Entre 1294 i 1295 treballà a Florència, principalment com a arquitecte. Segons el seu biògraf, Giorgio Vasari, va ser responsable de la construcció de la Catedral de la ciutat, per a la qual també va proveir les estàtues que abans decoraven la part inferior de la façana, destruïda l'any 1589. Les estàtues que van sobreviure es troben actualment al Museu de la Catedral. També atribuí a Arnolfo el disseny de la Basílica de Santa Croce i el Palazzo Vecchio. Tant l'autoria del Palazzo Vecchio com de Santa Croce han estat discutides. Vasari també li va atribuir el planejament urbà de la nova ciutat de San Giovanni Valdarno.
El caràcter monumental de l'obra d'Arnolfo ha deixat la seua empremta en l'aparença de la ciutat de Florència. Els seus monuments funeraris esdevingueren un model per a l'art funerari gòtic.
Giorgio Vasari el va incloure en la seua cèlebre obra Vides d'Artistes....

## Obres escollides

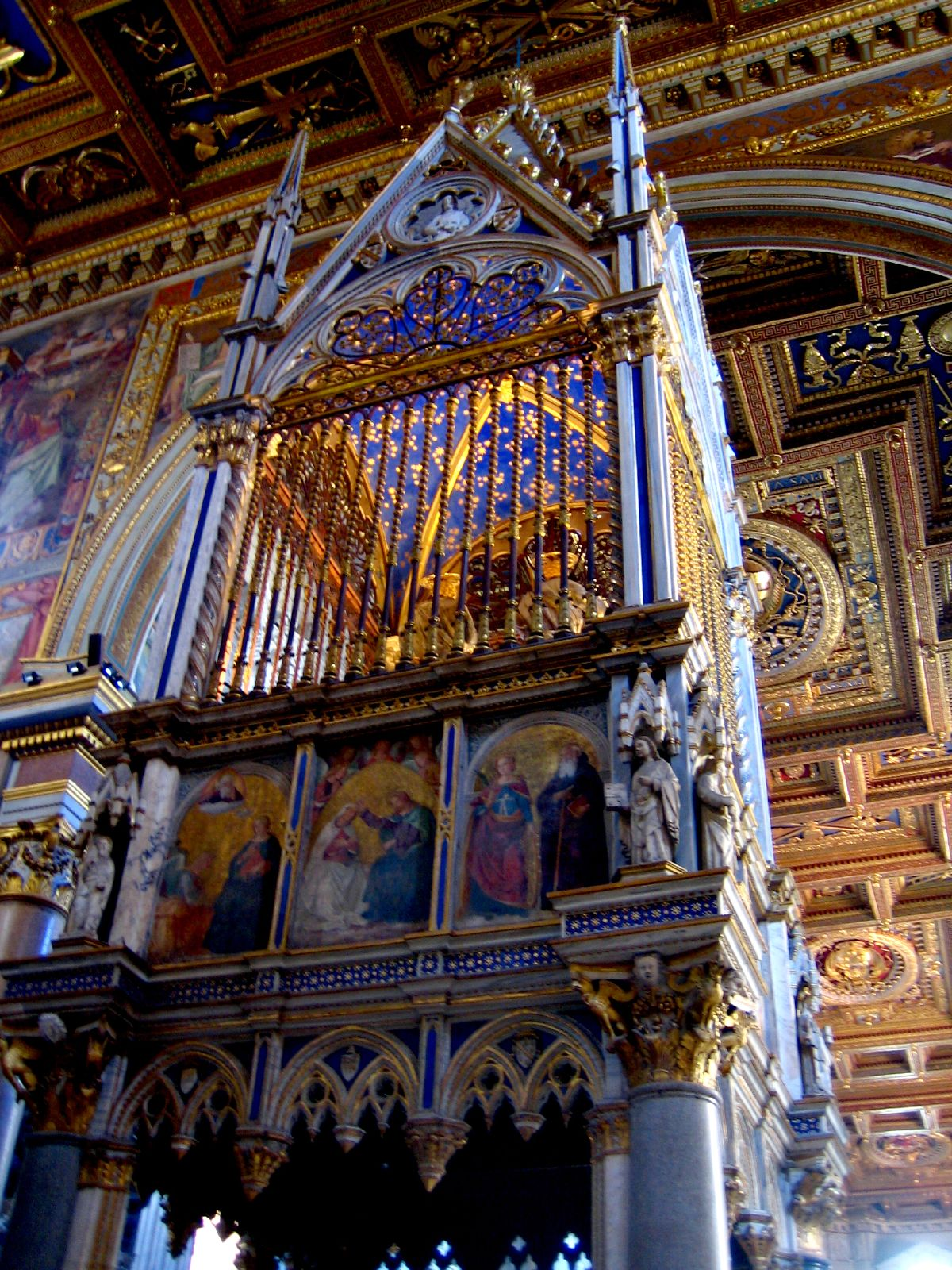
El tabernacle sobre l'altar principal de la Basílica de Sant Joan del Laterà es basa en un dibuix d'Arnolfo di Cambio i va ser decorat amb pintures de Barna da Siena l'any 1367-1368. La cel·la superior conté relicaris de plata que es diu que contenen els caps dels sants Pere i Pau.

### Arquitectura
- Antiga Basílica de Santa Maria del Fiore, Florència

### Escultura
- Monument al papa Adrià V (1276) - Església de Sant Francesc, Viterbo
- Monument al cardenal Riccardo Annibaldi (1276) - Basílica de Sant Joan del Laterà, Roma
- Estàtua de Carles I d'Anjou (1277) - Campidoglio, Roma
- Font dels Assedegats (Fontana Minore) - Perusa
- Tomba del cardenal Guillaume de Braye (c. 1282) - Església de Sant Domènec, Orvieto
- Monument al papa Bonifaci VIII - Museu de l'Opera del Duomo - Florència)